# 9×19mm Parabellum

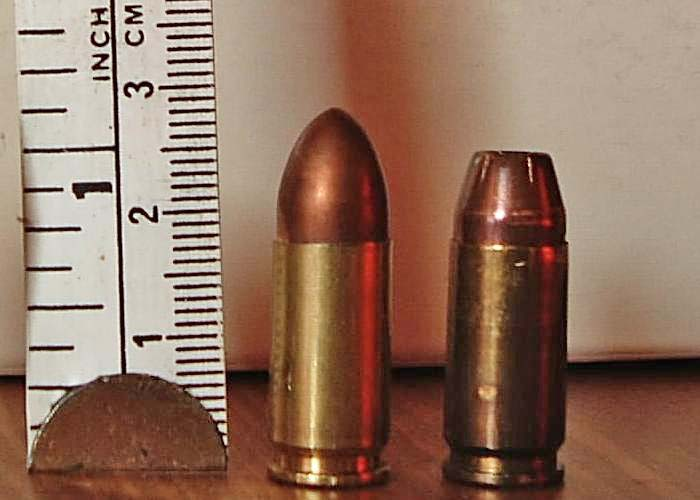
9 mm Luger

De 9×19mm Parabellum of 9 mm Para is een pistoolpatroon die werd geïntroduceerd in 1902 door de Duitse wapenfabrikant Deutsche Waffen- und Munitionsfabriken (DWM) voor hun Luger-pistool. Hierdoor wordt deze patroon vaak aangeduid als 9 mm Luger. voorganger van de 9×19 was de 7,65×22mm Parabellum, zelf een afstammeling van de 7,65×25mm Borchardt. De 9 mm Parabellum wordt over het algemeen gebruikt in pistolen, machinepistolen en karabijnen. Na de Tweede Wereldoorlog werd de patroon in gebruik genomen door de krijgsmacht van verschillende landen.
De naam Parabellum is afgeleid van het Latijnse: Si vis pacem, para bellum ("Als je vrede wilt, bereid je dan voor op oorlog."), wat het motto en telegraafadres van de DWM was.

## Ontwikkeling
Georg Luger ontwikkelde de 9 mm Parabellumpatroon uit de oudere 7,65 mm Parabellumpatroon. In 1902 presenteerde hij het nieuwe kaliber aan het British Small Arms Committee. Ook werden drie prototypen gepresenteerd aan het Amerikaanse leger in 1903. Het Duitse leger erkende officieel interesse te hebben in 1904.
Het originele ontwerp ontstond door de flessenhalsvorm te verwijderen uit de 7,65 Parabellum, wat leidde tot een licht toelopende (tapered), randloze (rimless) vorm. De vorm van het projectiel werd aangepast in 1910 om de betrouwbaarheid bij het kameren te vergroten.
In de Tweede Wereldoorlog werd in Duitsland om lood te besparen een nieuw projectiel ontwikkeld dat een ijzeren kern had die omhuld werd met lood. Deze patroon, herkenbaar aan de zwarte mantel, werd aangeduid als 08 mE (mit Eisenkern, met ijzerkern). In 1944 werd de zwarte mantel vervangen door een normale koperkleurige mantel. Een andere variant uit die tijd was de 08 SE (Sintereisen - "gesinterd ijzer"), die ontstond door de gehele kogel te maken uit onder hoge temperatuur samengeperst ijzerpoeder. Deze patroon is herkenbaar aan een donkergrijs projectiel.
Voor wapens met geluidsdemper werd een speciale lading met volledig metalen mantel (full metal jacket) ontworpen met een projectiel van 9,7 g (150 gr). Deze is te herkennen aan een "X" op de bodem van de huls en een groen gelakte stalen huls. Het doel was een subsonische lading te verkrijgen. Deze lading werd gedurende de Tweede Wereldoorlog ontwikkeld door het Duitse leger, andere landen volgden met eigen subsonische ladingen.

## Efficiëntie
De 9 mm heeft een beperkte terugslag. Het grote voordeel is dat dit het kleinste onder de grote kalibers is, en dus hebben pistolen vaak een grotere capaciteit in vergelijking met de .40 S&W en .45 ACP. Dit gecombineerd met de eerder vermelde beperkte terugslag, zorgt ervoor dat de schutter meer schoten nauwkeurig in het doel kan plaatsen in kortere tijd.
Het grote nadeel van de 9 mm is de neiging tot overpenetratie wanneer geen hollepuntkogels gebruikt worden. Met gewone projectielen wordt dan een te kleine wondopening gemaakt zodat het projectiel door een lichaam gaat zonder veel schade te doen aan het omliggende weefsel. Doordat de kogel nog energie overhoudt na door het doel te zijn gegaan, is er kans dat er onbedoelde schade gedaan wordt aan iets of iemand die zich achter het doel bevindt.

## Synoniemen
- 9 × 19 mm
- 9 mm
- 9 mm Luger
- 9 mm NATO/NAVO
- 9 mm ×19
- 9×19mm NATO
- 9 mm Parabellum
- 9 mm Para